# Girolamo del Pacchia

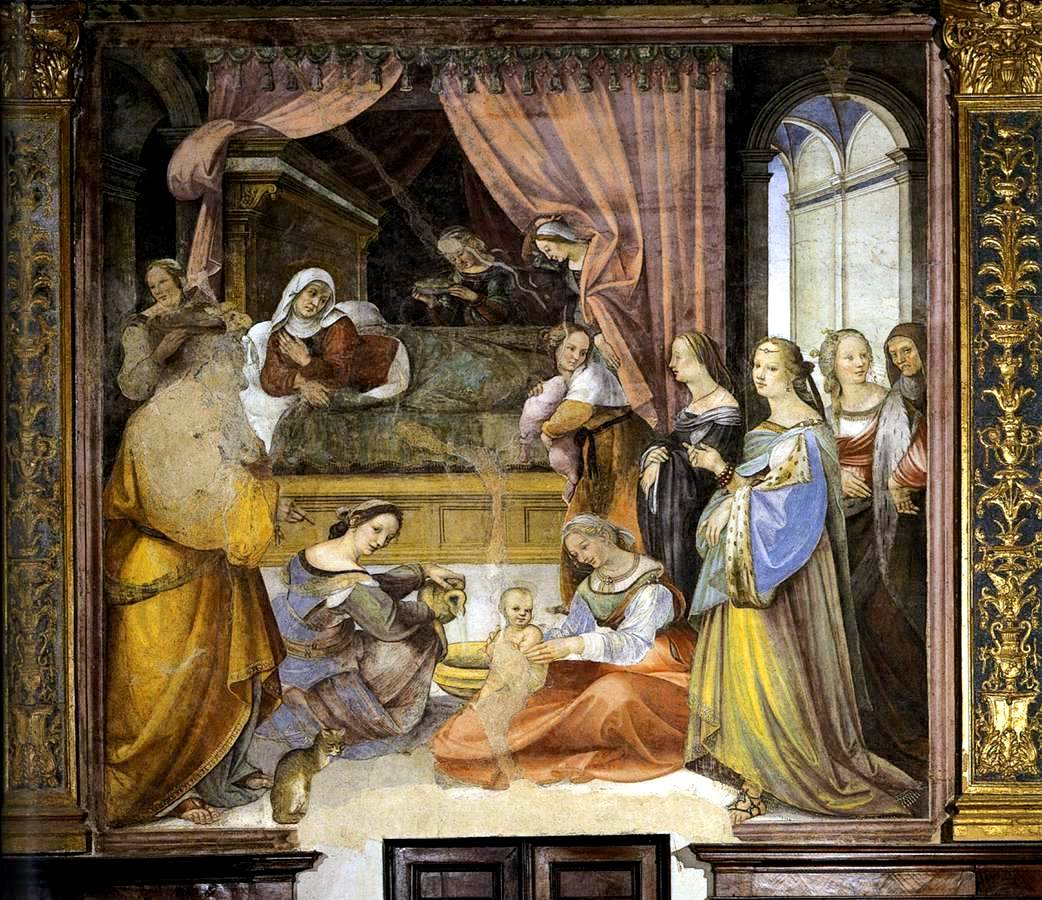
Nascita della Vergine, 1518

Girolamo del Pacchia (Siena, 1477 circa – dopo il 1533) è stato un pittore italiano di padre ungherese fonditore di metalli per l’artiglieria e di madre senese. Con probabilità è nato egli stesso a Siena.

## Biografia
Si formò alla scuola di pittura di tale città, al seguito di pittori come Bernardino Fungai, il Sodoma e Giacomo Pacchiarotti. Dopo un breve soggiorno a Firenze, nel 1500 andò a Roma per formarsi e rientrò poi definitivamente a Siena. 
Nel 1502 assiste il Pacchiarotti e il Pinturicchio nella decorazione della Libreria Piccolomini all'interno della cattedrale di Siena. Nel 1518 Del Pacchia affresca una chiesa sotto la supervisione del Beccafumi.
Faceva parte di un partito popolare detto la compagnia de' Bardotti con lo scopo di togliere il potere all'oligarchia del Consiglio dei Nove. Non si ha più traccia di lui a Siena dopo il 1535, quando il gruppo venne disperso e non si hanno altre notizie dopo tale data.
La sua opera più celebre è l'affresco della Natività della Vergine, nell'Oratorio di San Bernardino a Siena, tenera, ma con una certa artificiosità. Altro affresco di pregio, sempre a Siena, nel Santuario di Santa Caterina, rappresenta la santa durante la sua visita a Sant’Agnese di Montepulciano. Alla National Gallery, a Londra c'è un'altra opera, la Vergine e il Bambino.
Le forme di Girolamo del Pacchia sono più piene rispetto a quelle del Perugino e del Signorelli e infatti il suo modello stilistico può essere piuttosto considerato il Franciabigio. Il tratto non è sempre eccezionale, le teste femminili esprimono dolcezza e buona fattura, e spesso I colori hanno forza particolare.
Le sue opere sono soprattutto conservate nella zona di Siena, all'interno di chiese, alla Pinacoteca Nazionale e nella collezione Chigi-Saracini. Madonne e Sacre Famiglie sono visibili agli Uffizi, al museo di Budapest, al Courtauld Institute di Londra ed al Museo di Capodimonte a Napoli.
Giorgio Vasari menziona Girolamo del Pacchia nel suo capitolo delle Vite dove parla del Sodoma.